# Ибарра, Освальдо
Освальдо Ибарра (исп. Oswaldo Ibarra; 9 сентября 1969, Ибарра, Эквадор) — эквадорский футболист, выступавший на позиции вратаря за национальную сборную Эквадора и целый ряд клубов.

## Клубная карьера
Футбольную карьеру начал в 1989 году в «Ольмедо», откуда уже в следующем году перешел в «Эль Насьональ». Сначала тренировался с первой командой, а выступал — в молодёжной. Именно в «Эль Насьональ» провел большую часть своей карьеры. До 1994 года был резервным голкипером клуба, а основным вратарем стал в 1995 году. В 1996 году во второй раз в своей карьере стал победителем Серии A. В 1998 году вместе с «Эль Насьональ» дошел до 1/2 финала Кубка Мерконорте. В 2005 году вместе с командой стал победителем Клаусуры. Всего за ФК «Эль Насьональ» сыграл 464 матча в эквадорской Серии A. Отыграл за команду из Кито следующие семнадцать сезонов своей игровой карьеры. Большинство времени, проведенного в составе команды, был основным голкипером.
В 2008 году перешел в «Депортиво Кито». В том же году команда выиграла национальный чемпионат, впервые за последние 40 лет. В 2008 году принимал участие в Южноамериканском кубке. В течение своей карьеры выступал под 12-м игровым номером. В этом клубе зарекомендовал себя как один из лучших футбольных вратарей Эквадора.
Ибарра перешел в «Имбабури» в начале сезона 2011 года, чтобы помочь команде сохранить место в Серии А, однако из-за серии неудачных матчей и управленческих проблем задание выполнено не было. В этом же году перешел в клуб «Индепендьенте дель Валье».
Завершил профессиональную игровую карьеру в клубе «Клан Ювениль», за команду которого выступал в течение 2013—2014 годов.
Всего в эквадорской Серии A сыграл более 600 матчей.

## Карьера в сборной
5 февраля 1997 года принимал участие в составе национальной сборной Эквадора в проигранном (1:3) товарищеском матче против Мексики. В течение карьеры в национальной команде, которая длилась 8 лет, провел в форме главной команды страны 28 матчей.
В составе сборной был участником розыгрыша Кубка Америки 1997 года в Боливии, Кубка Америки 1999 года в Парагвае, Кубка Америки 2001 года в Колумбии, чемпионата мира 2002 года в Японии и Южной Корее, Кубка Америки 2004 года в Перу.

## Достижения
- Серия A (Эквадор)
  -  Чемпион (6): 1992, 1996, 2005 (Клаусура), 2006 (Клаусура), 2008, 2009